# Preußischer Bund

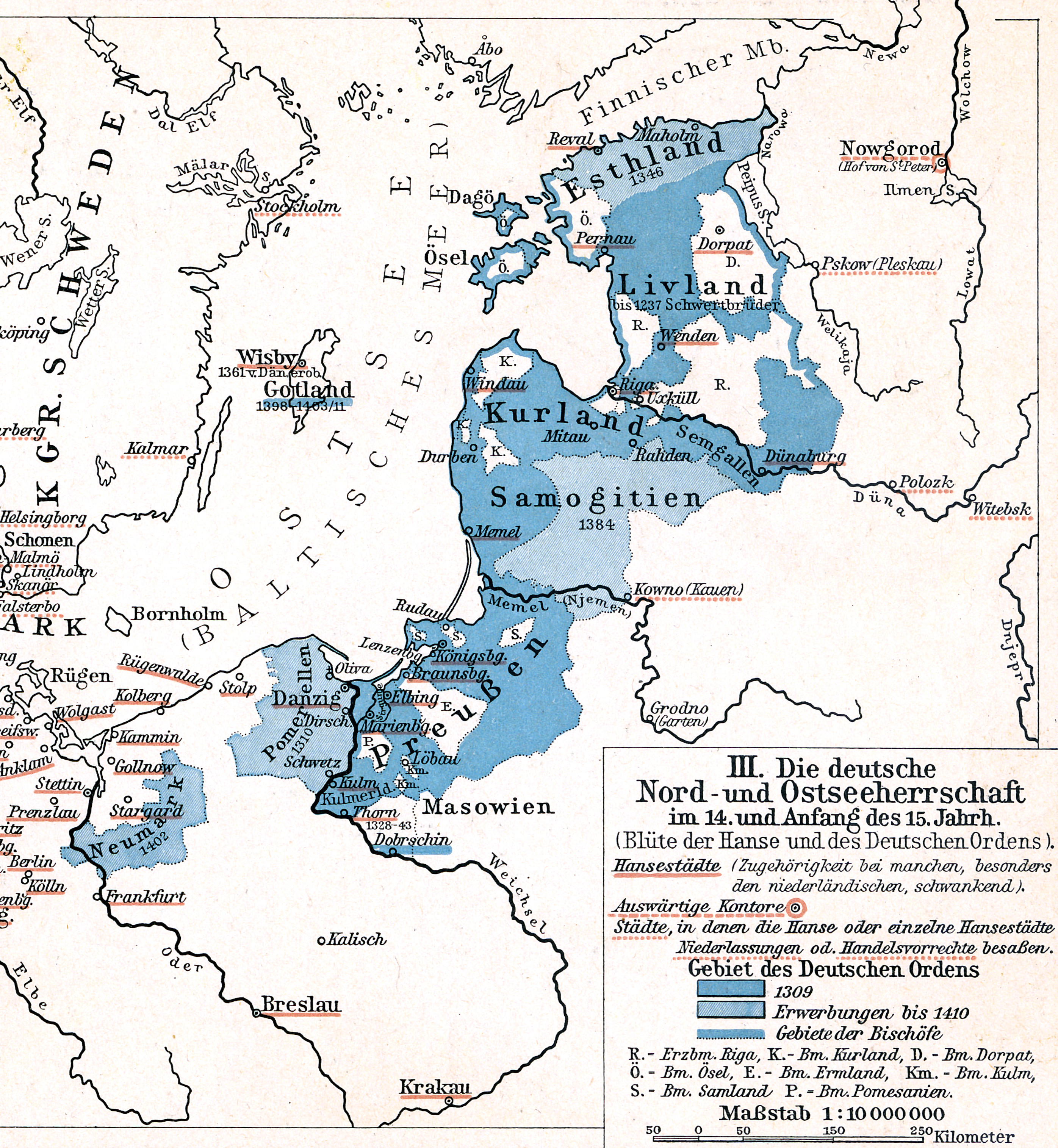
Deutschordensstaat um 1410

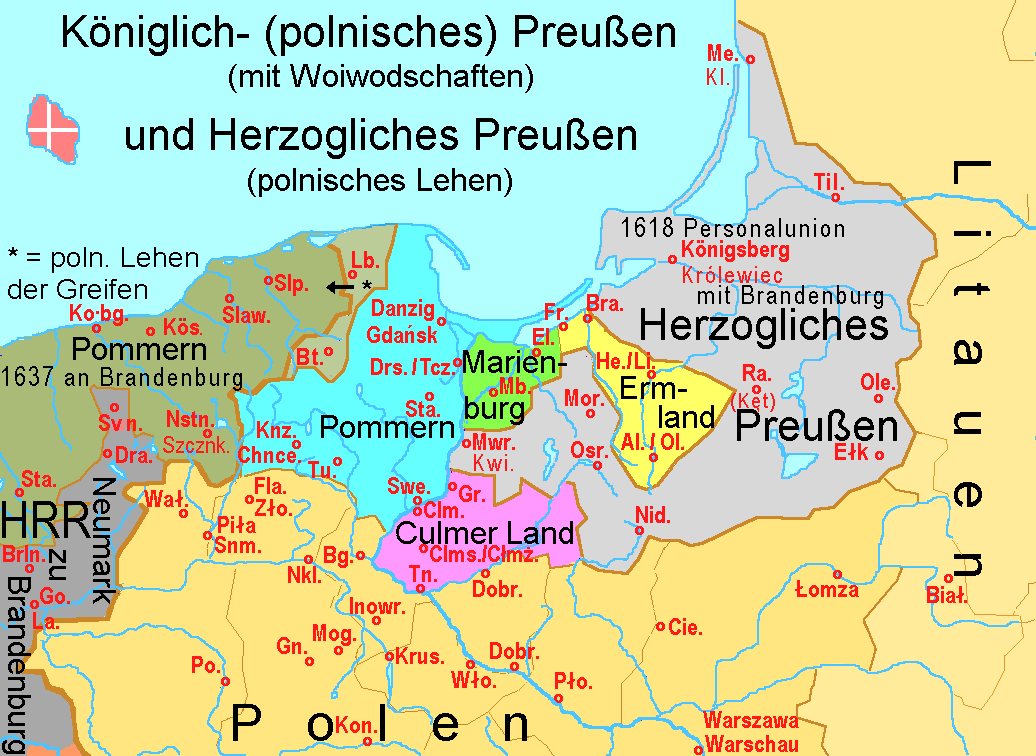
Hellgrau: „Deutschordensstaat in Preußen“ als Lehen des polnischen Königs, ab 1525 Herzogliches Preußen genannt;
Farbig: „Preußen königlichen Anteils“, eingeteilt in die drei Wojewodschaften Kulm, Marienburg und Pommerellen, und das Fürstbistum Ermland, verbunden in einer Union mit der polnischen Krone;
Khaki: Lande Lauenburg und Bütow als Pfandbesitz der Herzöge von Pommern (politischer Stand des Jahres 1466)

Der Preußische Bund (eigentlich „Bund vor Gewalt und Unrecht“) wurde am 14. März 1440 in Marienwerder gegründet. Es schlossen sich 53 Adlige und 19 Städte, darunter Danzig, Elbing und Thorn, gegen die Willkür des Deutschen Ordens zusammen, um

„getreulich einander beizustehen, … die Gewalt und das Unrecht, das ihnen in früheren Zeiten geschehen, abzuwerfen.“

Der Deutsche Orden war nach der Schlacht bei Tannenberg, 1410, im Ersten Frieden von Thorn, 1411, gezwungen worden, Kontributionen an Polen zu zahlen, die ihn an den Rand des finanziellen Ruins brachten. Deshalb erhob der Deutsche Orden als Landesherr zusätzliche Steuern von den preußischen Ständen und Hansestädten. Daraufhin forderten die Stände erfolglos ein Mitspracherecht bei der Regierung des Ordensstaates. Inspiriert vom Widerstand der preußischen Stände, brach 1441 im Ermland zudem ein Bauernaufstand aus, der von den Ordensbrüdern unterdrückt wurde.
Während sich der Hochmeister Konrad von Erlichshausen (1441–1449) um einen Ausgleich mit den Ständen bemühte, versuchte sein Neffe und Nachfolger Ludwig von Erlichshausen (1450–1467), dem Preußischen Bund im Zusammenwirken mit Papst und dem Römischen König durch juristische Mittel (Erweis der Illegalität) beizukommen. Friedrich III. hatte den Bund zunächst im Jahr 1441 anerkannt. Doch am 1. Dezember 1453 entschied der Kaiser den Streit zu Gunsten des Ordens.
Daraufhin kündigte der Preußische Bund dem Hochmeister als Schutzherrn den Gehorsam auf, erklärte am 4. Februar 1454 dem Orden den Krieg und unterstellte sich mit seinem Anführer Hans von Baysen am 6. März 1454 dem König Kasimir IV. Andreas von Polen als Schutzherrn.
Das nunmehr sezessionistische Bündnis führte zum Dreizehnjährigen Krieg gegen den Orden, der 1466 mit dem Zweiten Frieden von Thorn beendet wurde. Der Teil des Preußischen Bundes, der sich der Ordensherrschaft entziehen konnte, wurde als „Ständestaat Preußen Königlichen Anteils“ mit dem Königreich Polen verbunden.

## Mitglieder
Gründungsmitglieder vom 14. März 1440:
| Deutscher Name       | Polnisch              | Russisch (nach 1945) |
| -------------------- | --------------------- | -------------------- |
| Thorn                | Toruń                 |                      |
| Thorner Neustadt     |                       |                      |
| Culm                 | Chełmno               |                      |
| Elbing               | Elbląg                |                      |
| Neustadt Elbing      |                       |                      |
| Rechtstadt Danzig    | Gdańsk                |                      |
| Braunsberg           | Braniewo              |                      |
| Altstadt Königsberg  | Królewiec             | in Kaliningrad       |
| Kneiphof             | Knipawa               | in Kaliningrad       |
| Löbenicht            | Lipnik                | in Kaliningrad       |
| Graudenz             | Grudziądz             |                      |
| Strasburg            | Brodnica              |                      |
| Neumark              | Nowe Miasto Lubawskie |                      |
| Löbau in Westpreußen | Lubawa                |                      |
| Rehden               | Radzyń Chełmiński     |                      |
| Wehlau               | Welawa                | Snamensk             |
| Allenburg            | Alembork              | Druschba             |
| Zinten               | Cynty                 | Kornewo              |
| Heiligenbeil         | Święta Siekierka      | Mamonowo             |
| Landsberg            | Górowo Iławeckie      |                      |

Weitere Mitglieder ab 3. April 1440:
| Deutscher Name  | Polnisch |
| --------------- | -------- |
| Mewe            | Gniew    |
| Altstadt Danzig | Gdańsk   |
| Neuenburg       | Nowe     |
| Lauenburg       | Lębork   |
| Leba            | Łeba     |
| Hela            | Hel      |
| Putzig          | Puck     |